# Sara Doke
Œuvres principales
- Techno faérie (2015)

Sara Doke, née en 1968 en France, est une journaliste, traductrice et autrice de science-fiction et de fantasy, de nationalité belge.

## Biographie
Sara Doke est la fille de la plasticienne et militante de la cause des femmes-artistes, Micheline Doke (1931-2021).
Journaliste de formation, Sara Doke, est également éditrice numérique et organisatrice d’événements culturels en lien avec l'Imaginaire, et a entre autres  organisé la convention nationale française de science-fiction 2003 à Flemalle et participé à l’organisation du festival Imaginaire à Bruxelles, au sein de la Maison du livre de 1999 à 2002.
Elle est présidente du jury du Prix Julia-Verlanger, décerné chaque année aux Utopiales de Nantes,.
En 2012, elle épouse l’écrivain Ayerdhal qu’elle a rencontré en 1998 au festival Les Galaxiales.
Elle est traductrice d'albums de fantasy ainsi que de romans anglo-saxons édités à travers le monde,.
Elle a obtenu le Grand prix de l'Imaginaire 2013 pour sa traduction de La Fille automate de Paolo Bacigalupi.

## Science-fiction féministe
Pour Sara Doke les romans de science-fiction féministes marquants sont La Justice de l’ancillaire d'Ann Leckie, L’Espace d’un an de Becky Chambers. Elle rend aussi hommage à Joëlle Wintrebert, car elle considère que sans elle  « il y aurait peu d’autrices de SF en France ». Doke cite Les Olympiades truquées, Le Créateur chimérique et Les Amazones de Bohême comme l'ayant marquée.
En 2015, elle publie son premier roman de science-fiction féministe, Techno faérie, chez Les Moutons électriques. À travers de nombreux documents et illustrations, l'autrice brosse le portrait des 88 principales fées de l’imaginaire collectif les intégrant à la société technologique. Dans un deuxième livre L’autre moitié du ciel, publié en 2019 elle recense un matrimoine de l’imaginaire,.
En 2020, elle est, avec Sylvie Denis, l'une des deux invitées de la convention nationale française de science-fiction.

## Actions militantes
En 2012, elle est élue présidente du Syndicat des écrivains de langue française en compagnie de Christian Vilà. Toutefois en 2013, elle se désiste de la présidence en faveur de Jeanne-A Debats, conservant la présidence d'honneur. Aux côtés de son compagnon[réf. nécessaire] Ayerdhal mort en 2015, elle  s'engage alors contre les abus du projet ReLIRE et obtient en novembre 2016 la condamnation du projet par la cour de justice de l'Union européenne,.

## Publications

### Ouvrages
- Techno Faerie, Les Moutons électriques, collection « La Bibliothèque voltaïque », 2015  (ISBN 2-36183-233-X).
- L'Autre Moitié du ciel, Mu, 2019[17].
- La Complainte de Foranza, Leha, 2020[18].

### Nouvelles
- 333, la tentation des Neuf dans  Noires sœurs : antiphonaire sacrilège en 24 chants, Éditions de l'Œil du Sphinx, Les Manuscrits d'Edward Derby, 342p, 2002  (ISBN 2-914405-11-1).
- 333 dans Le Monde selon Ève, Voy'El, 2010.
- Fata Morgana dans Et d'Avalon à Camelot, Terre de Brume, 240 p., 2012  (ISBN 2-84362-480-0).
- Fae-space dans Utopiales 2012 : Anthologie, ActuSF, 288 p., 2012  (ISBN 2-917689-41-2).
- Une micronouvelle dans 50 Micronouvelles, Thaulk, 2013  (ISBN 2-919358-49-9).
- La Nuit de la Calamitaine (avec Ayerdhal) dans Star Ouest, 2015  (ISBN 2-9545075-3-5).
- La Fille des abjurées dans Âme ténébreuse, Cœur lumineux, Éditions du Chat noir, 298 p., 2016  (ISBN 979-10-90627-94-9).

### Anthologies
- Grands Peintres féeriques, directrice de publication : Christine Luce, Nelly Chadour, Julie Proust Tanguy, Sara Doke, Patrice Lajoye, Patrick Marcel, Samuel Minne, Mérédith Debaque, Les Moutons Électriques, 2017  (ISBN 2-36183-412-X).

### Traductions
- La Cité de pierre, George R. R. Martin, Bifrost, 2003, in Les Rois des sables, J'ai lu, 2007  (ISBN 978-2-290-35619-7).
- Gears of War - Tome 1 : Aspho Fields, Karen Traviss, Milady, 448p, 2009  (ISBN 2-8112-0187-4).
- Kate Daniels - Tome 1 : Morsure magique, Ilona Andrews, Milady, 352p, 2009  (ISBN 2-8112-0084-3).
- Kate Daniels - Tome 2 : Brûlure magique, Ilona Andrews, Milady, 352p, 2009  (ISBN 2-8112-0144-0).
- Kate Daniels - Tome 3 : Attaque magique, Ilona Andrews, Milady, 352p, 2010  (ISBN 2-8112-0299-4).
- Greg Mandel - Tome 2 : Quantum, Peter F. Hamilton, Milady, 512p, 2010  (ISBN 2-8112-0414-8).
- Lila Black - Tome 1 : Bienvenue en Otopia, Justina Robson, Milady, 480p, 2010  (ISBN 2-8112-0348-6).
- Lila Black - Tome 2 : Ascenseur pour Démonia, Justina Robson, Milady, 480p, 2010  (ISBN 2-8112-0365-6).
- Lila Black - Tome 3 : Destination Faerie, Justina Robson, Milady, 480p, 2010  (ISBN 978-2-8112-0381-8).
- Greg Mandel - Tome 3 : Nano, Peter F. Hamilton, Milady, 2011  (ISBN 978-2-8112-0635-2).
- La Fille automate, Paolo Bacigalupi, Au diable Vauvert, 2012  (ISBN 978-2-84626-384-9).
- Ferrailleurs des mers, Paolo Bacigalupi, Au diable Vauvert, 2013  (ISBN 978-2-84626-504-1).
- Les Cités englouties, Paolo Bacigalupi, Au diable Vauvert, 2013  (ISBN 978-2-84626-773-1).
- Zombie Ball, Paolo Bacigalupi, Au diable Vauvert, 2014  (ISBN 978-2-84626-805-9).
- L'Alchimiste de Khaim, Paolo Bacigalupi, Au diable Vauvert, 2014  (ISBN 978-2-84626-806-6).
- Water Knife, Paolo Bacigalupi, Au diable Vauvert, 2016  (ISBN 979-10-307-0068-8).
- L'Arche de Darwin, James Morrow, Au diable Vauvert, 2017  (ISBN 979-10-307-0115-9).
- Théâtre des dieux , Matt Suddain, Au diable Vauvert, 2017  (ISBN 979-10-307-0101-2).
- Machine de guerre, Paolo Bacigalupi, Au diable Vauvert, 2018  (ISBN 979-10-307-0198-2).